# シュタットハーゲン
シュタットハーゲン (ドイツ語: Stadthagen, ドイツ語発音: [ʃtatˈhaːgn̩]) は、ドイツ連邦共和国ニーダーザクセン州シャウムブルク郡の市である。同郡の郡庁所在地であり、ハノーファーの西約 40 km に位置する。歴史上、宮廷所在地だった時代があり、短期間ではあるが大学が置かれた時期もあった。

## 地理

### 位置
この都市は、ミンデン (ノルトライン＝ヴェストファーレン)とハノーファーとの間、シャウムブルク郡中央の連邦道B65号線沿いに位置している。南は、ヴェーザー山地地方の支脈にあたるビュッケベルク山が隆起しており、北西にはシャウムブルクの森がある。

### 自治体の構成
シュタットハーゲン市は、以下の町からなる。
- エルツェン＝ホベンゼン
- ヘルカンプ＝ランゲンブルーフ
- クレプスハーゲン
- オーベルンヴェーレン
- プロプストハーゲン
- ラインゼン
- ヴェントハーゲン＝エーレン
- ドメーネ・ブランデンブルク

## 歴史
ホルシュタイン＝シャウムブルク伯アドルフ3世は1224年頃に「indago comitis」（「伯のハーゲン」の意。ハーゲンとは柵に囲まれた入植地を意味する。）という名の入植地を建設した。やがて重要さを増したこの集落は1244年に「civitas et castrum」（都市と城）として文献に記録されている。1287年に「Grevenalveshagen」（「アドルフ伯のハーゲン」）と改名され、1378年に最終的にシュタットハーゲンという名前になった。

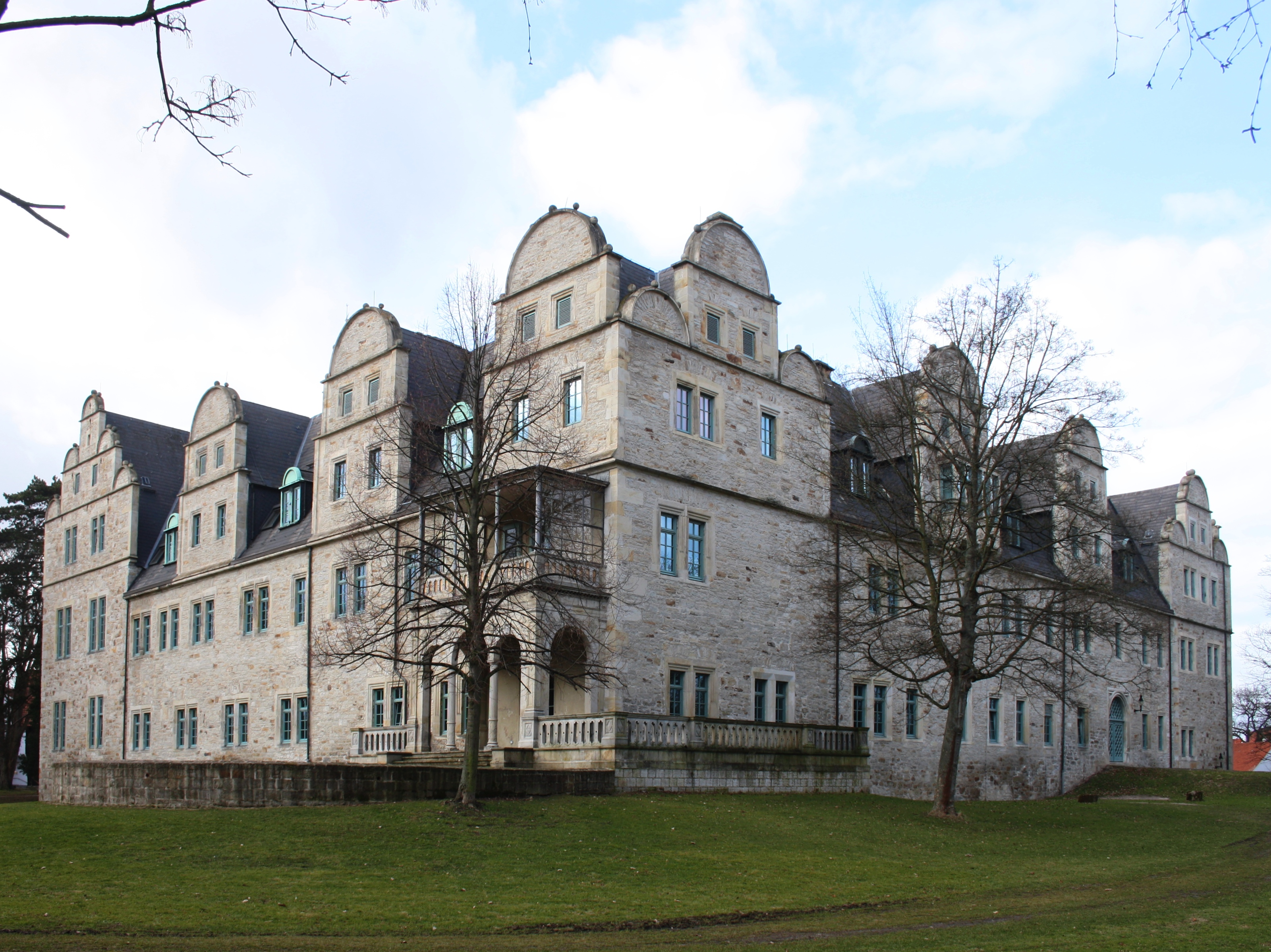
シュタットハーゲン城

この都市の歴史初期におけるハイライトは1344年の都市権の授与である。1400年頃に石造りの防衛施設が建設された。家畜市場の塔、城館の小塔、市壁の一部が遺されている。1501年に石炭採掘が始まった。これは1961年まで続けられた。シャウムブルク伯家は1534年から1538年にかけてテュービンゲンの建築家イェルク・ウンカイアに現在の城館を建設させた。城館は古い城砦跡に建設された。1559年、ルター派を信仰する伯オットー4世がシュタットハーゲンに宮廷を構えた。Amtspforte は当時のオーベルントーア（上の門）前に設けられた。1607年、シャウムブルク伯エルンストは宮廷をシュタットハーゲンからビュッケブルクに遷した。2年後に聖マルティーニ教会の裏手に伯家の廟所が設けられた。1610年にギムナジウム illustre が創設され、1620年には大学に昇格したが、その後すぐにリンテルンに移転した。
オーベルン通りとニーデルン通りは1825年に運河化された。1847年に鉄道ハノーファー - ミンデン線の建設が始まり、この時に現在の駅舎も造営された。1864年に街灯が設けられた。この時はランタンであったが、1899年にガス灯、1955年に電灯に替えられた。19世紀末、土塁は木立を有する公園施設に造り替えられた。1917年、P. A. Rentrop（現在のフォルシア）社がシュタットハーゲンに拠点を構えた。君主制の終焉により1918年にシャウムブルク＝リッペ州が創設された。
他のドイツの都市と同じく、シュタットハーゲンにおいてもユダヤ教のシナゴーグは1938年11月9日に国家社会主義者らによって放火された（水晶の夜）。ユダヤ人排斥運動は、ユダヤ人市民を公共の社会生活から追放した。ユダヤ人商人エリアス・リオンは度重なる不買運動の末、1938年に「アーリア化」され、商人トーマスがこれを引き継いだ。第二次世界大戦中、この都市は空襲を免れた。1945年4月9日、シュタットハーゲンは抵抗することなくアメリカ軍に占領された。こうしてこの街は戦争被害を受けることなく保存されたのである。
シュタットハーゲンは、1948年に新たに創設されたシャウムブルク＝リッペ郡の郡庁所在地となり、1977年に新設のシャウムブルク郡の郡庁所在地に改められた。市町村再編では、1973年に周辺町村を合併して、その人口は23,000人に増加した。1982年、旧市立ブルワリーの跡地に新しい行政庁舎が建設された。1980年から1990年に市内中心部の道路やマルクト広場が歩行者専用地区に改造された。

### シュタットハーゲンの鉱業
シュタットハーゲンにおける石炭採掘は1501年に始まった。1902年にシャウムブルク＝リッペ侯ゲオルクによって落成されたシュタットハーゲン近郊のゲオルク坑の建設により、この地の鉱業は最盛期を迎えた。ここには当時の最先端技術が投入された。蒸気式巻き上げ機を備えた機械室である巻き上げ塔、洗炭場、発電所、事務所に併設された食堂や坑口浴場、さらには給水塔や様々な作業場が設けられていた。1925年には坑内の深さは 353 m に達した。ゲオルク坑では約2,600人の坑夫が働いており、この他に64人の管理・事務職員がいた。1950年代にはいると、ベッケドルフ、アウハーゲン、デューディングハウゼン、ブリイングハウゼンの採炭量は目標値を達成できなくなり、採算が採れなくなったため、1960年に Preussag 社は廃坑を決定した。これ以後ゲオルク坑は産業遺跡となった。かつてのコークス製造所の貯炭庫は、老朽化のため取り壊された。

## 宗教

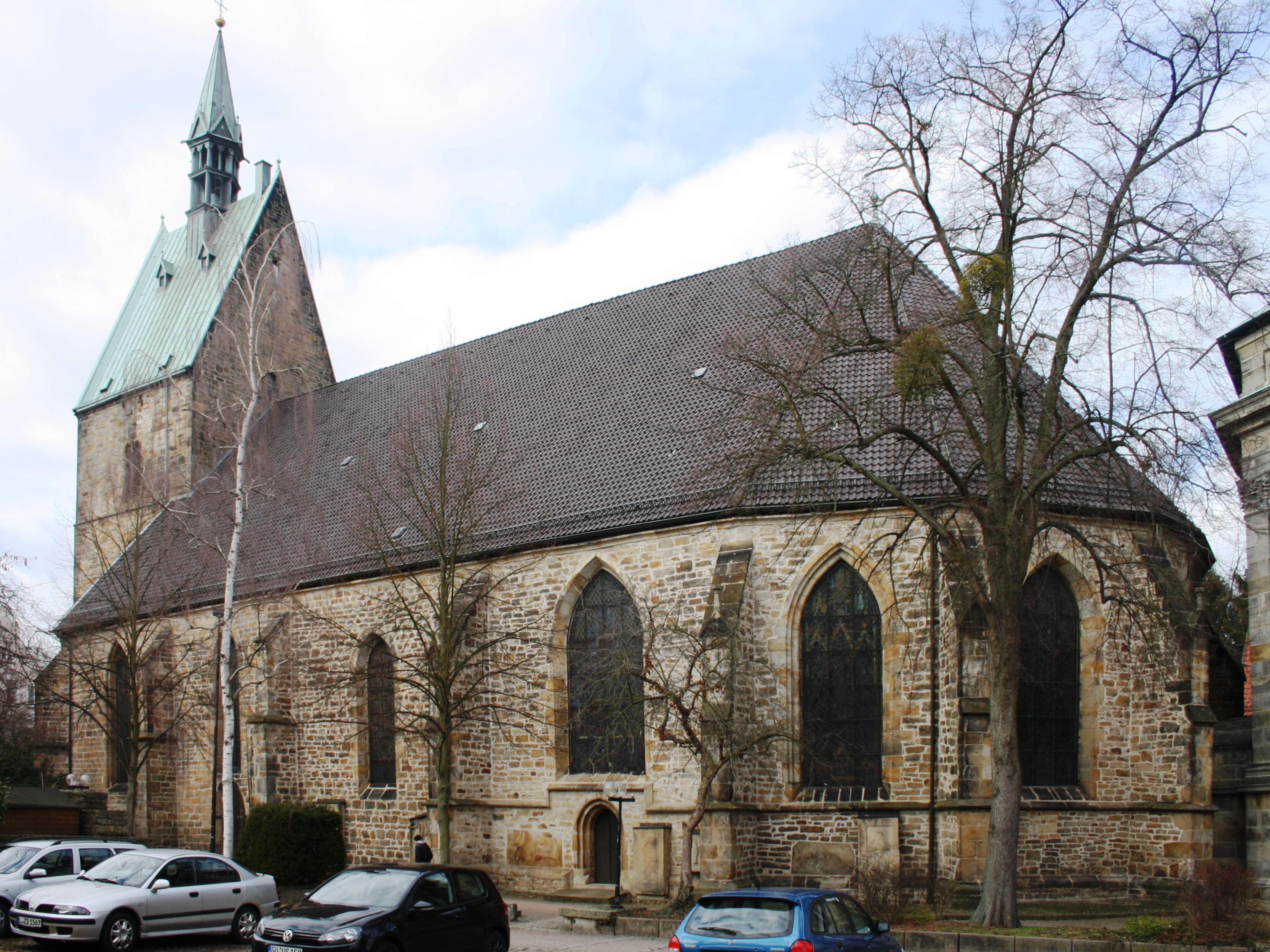
シュタットハーゲン
聖マルティーニ教会
(ルター派)

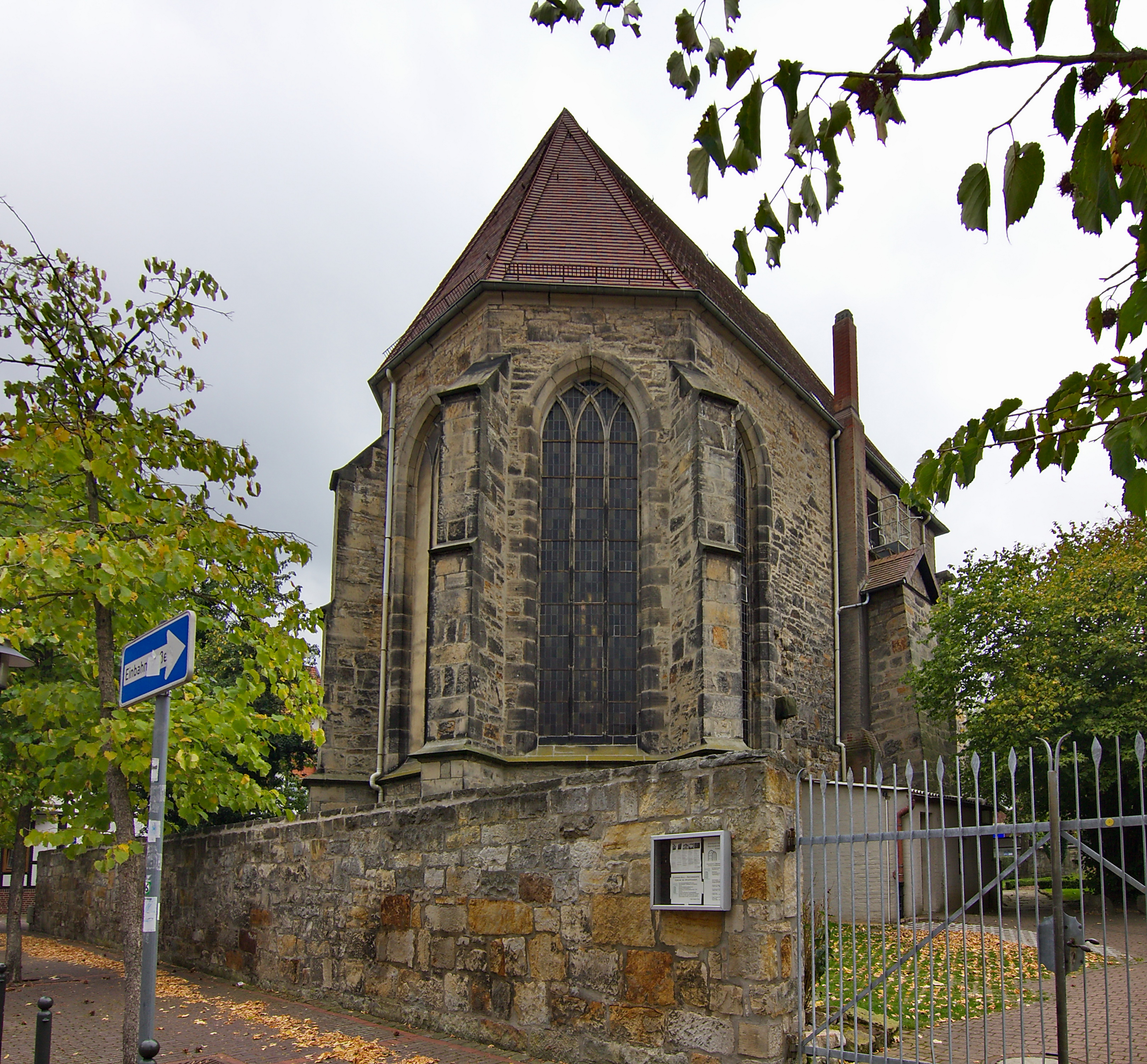
シュタットハーゲン
クロスター教会(改革派教会)

2011年現在、シュタットハーゲン市民の50,7 %が福音主義教会に属し、9,6 %がローマ・カトリック教会に属している。残りの39,7 %の市民は無宗教、もしくは他の宗教団体に属している。

### ルター派福音主義教会
ドイツ福音主義教会 (EKD)に加盟しているシャウムブルク＝リッペ福音ルター派州教会に属する聖マルティーニ教会が市内中心部にあり、シュタットハーゲン市内のヴェントハーゲン＝エーレンとプロプストハーゲンにもルター派教会共同体が存在している。ドイツ福音主義教会 (EKD)に加盟していない保守的な独立福音ルター派教会 (SELK)に属しているシュタットハーゲン十字架教会も市内中心部にある。

### 改革派福音主義教会
ドイツ福音主義改革派教会連盟 に属するシュタットハーゲン・クロスター教会があり、改革派教会の礼拝がおこなわれている。

### プロテスタント・自由教会
自由教会に数えられるバプテスト教会のベテル礼拝堂、福音主義自由教会エクレシア、セブンスデー・アドベンチスト教会も市内にある。

### ローマ・カトリック教会

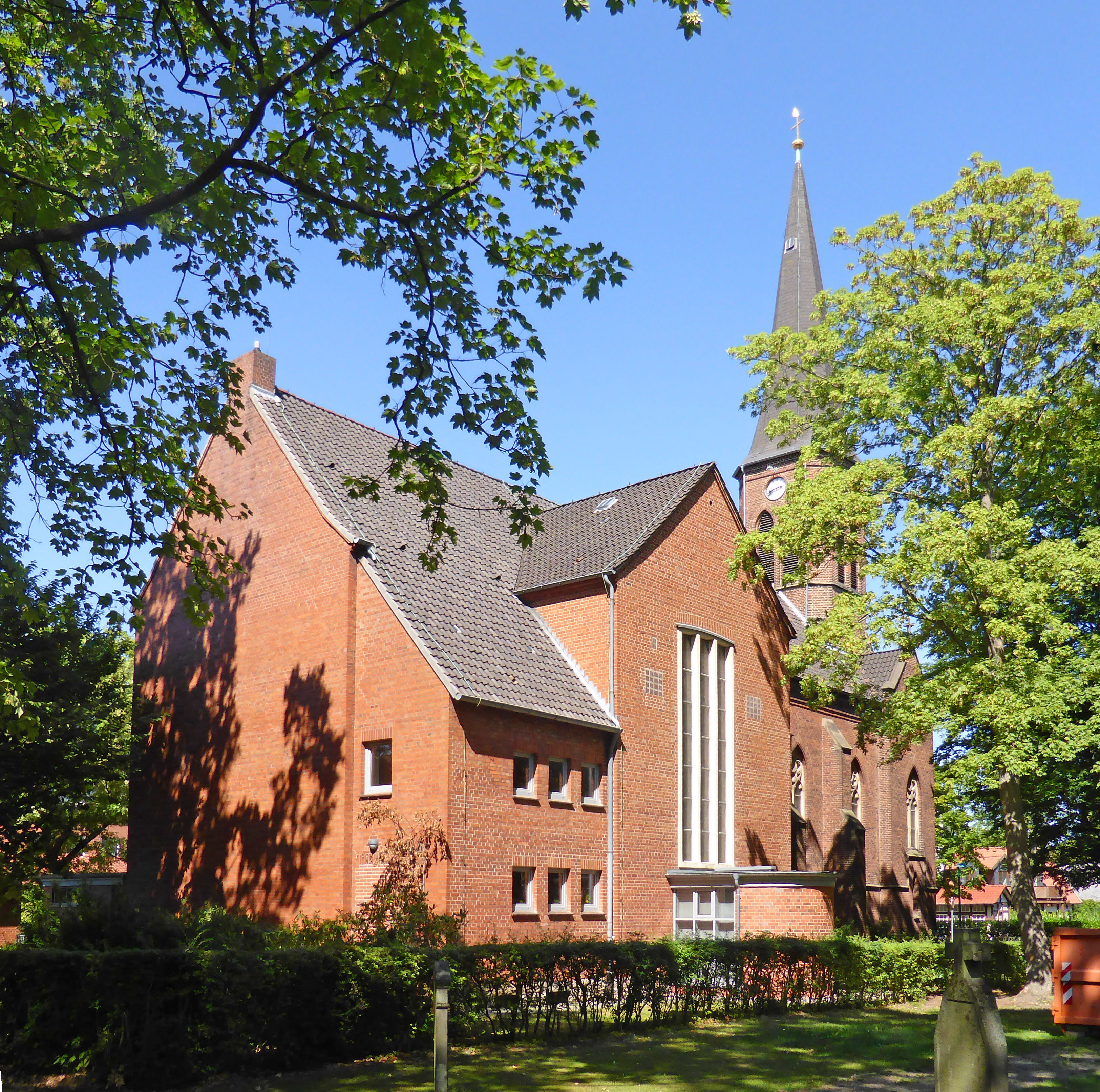
聖ヨーゼフ教会
(カトリック)

ローマ・カトリック教会の聖ヨーゼフ教会が市内にあり、リントホルストにある聖バルバラ教会とザクセンハーゲンにあるヘルツ・イエス教会も管轄しながら、聖ヨーゼフ小教区として宣教活動をおこなっている。なお、この小教区はヒルデスハイム司教区ヴェサーベルクラント首席司祭区に属している。

### 新使徒教会、キリスト教系新宗教、イスラム教
新使徒教会、キリスト教系の新宗教である末日聖徒イエス・キリスト教会もシュタットハーゲン市内に礼拝施設を持っている。キリスト教関連施設と並んで、イスラム教礼拝施設であるモスクがシュタットハーゲンに3つある。

## 行政

### 議会
シュタットハーゲンの市議会は35議席からなる。

### 首長
シュタットハーゲンの市長は、2014年からオリヴァー・タイス（無所属）が務めている。

シュタットハーゲンの大紋章

### 紋章
シュタットハーゲン市の紋章は、銀の盾の中の3本の塔を持つ赤い壁が描かれている。開かれた門には、銀のイラクサの葉を描いた赤い小盾が配されている。塔の屋根の上には金色の装飾がある。窓はすべて黒く塗られている。壁や塔の屋根などの目地は黒く塗りつぶされている。大紋章では、盾の上に3本の塔を有する灰色の壁状冠を戴く。冠の壁の門に見られる閉じた扉は淡褐色である。
この紋章の原型となった最も古い市の印章は1324年のものである。イラクサの葉はシャウムブルク伯の家紋である。これはシャウムブルク伯の本拠地であるヴェーザー渓谷のネッセルベルク（Nesselberg、Nessel = イラクサ）に由来する。

### 姉妹都市
- タポルツァ（ハンガリー、ヴェスプレーム県）
- ソワソン（フランス、エーヌ県）
- アイゼンベルク（ドイツ、テューリンゲン州）

## 文化と見所

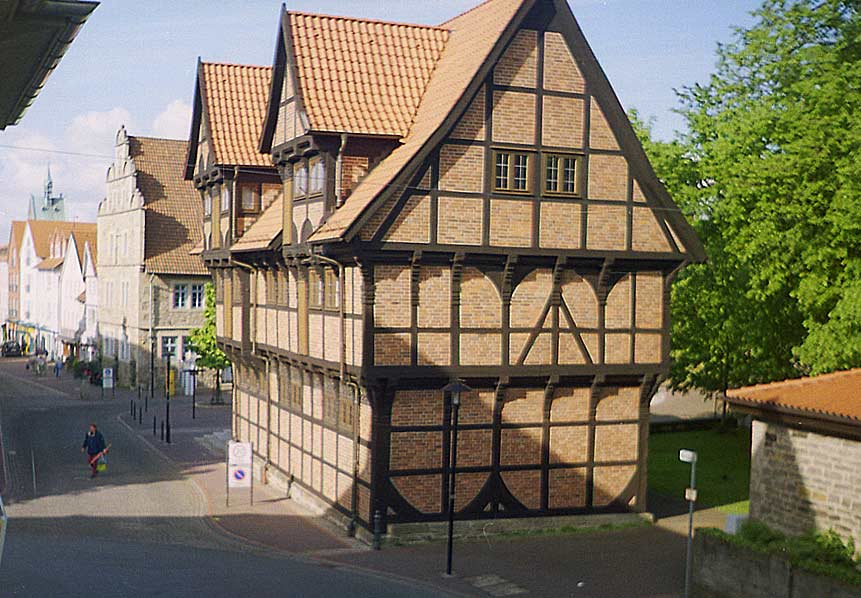
郷土博物館が入っている Amtspforte

### 博物館
- Amtspforte の郷土博物館
- マルティーニ教会と廟所の宗教改革をテーマとしたマルチメディア・プレゼンテーション「ルネサンス体験ワールド」

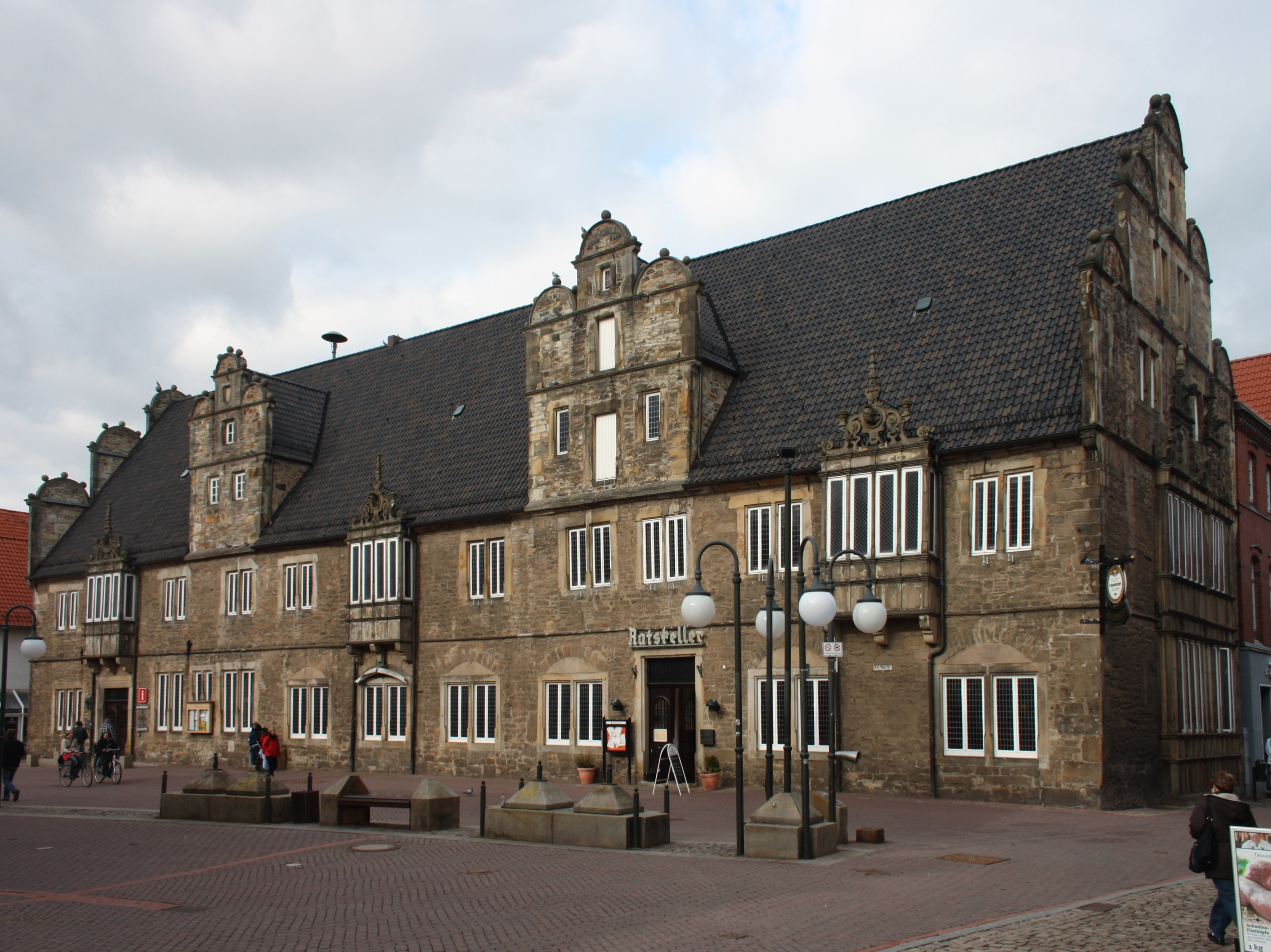
旧市庁舎

### 建築
- 聖マルティーニ教会: 1318年建造
- シャウムブルク＝リッペ侯家の廟所: 1608年にザクセン選帝侯の宮廷建築家ジョヴァンニ・マリア・ノッセーニによって着工され、シャウムブルクの建築家兼宮廷画家アントン・ボーテによって、アドリアン・デ・ヴリースの復活の像とともに完成された。教会内陣に接続した五角形の施設はフィレンツェのサン・ロレンツォ教会をモデルにしたものである。芸術的文化財として全国的に有名な建築物である。
- クロスター教会: 1485年 - 1500年に建造されたフランシスコ会修道院の遺構で、18世紀半ばから改革派教会の所有となっている。
- 聖ヨハニス礼拝堂: 1312年に建設された、この町に現存する最も古い建築物である。
- 旧シュタットハーゲン城: 1543年にテュービンゲンの建築家イェルク・ウンカイアーによって建設された。ドイツの芸術的文化遺産に関する Dehio ハンドブックによれば「最も古く、最も影響力のあるヴェーザールネサンス建築」である。付属建築物を伴う四翼式建築で、ヴェーザー南岸域の貴族の城館のモデルとなる建物である。現在は財務局（税務署）として使われている。
- Amtspforte: 1553年建造。現在は郷土博物館。
- 旧市庁舎: 1595年から1602年に建設されたヴェーザールネサンス建築。
- 旧ラテン語学校: 1556年に建造。1811年に閉鎖された。
- ランツベルガー・ホーフ: 1731年建造。現在は市立図書館。
- ヴォルフ館: 1575年建造。シュタットハーゲンで最も見事な木組み建築の一つ。
- 「黄金の天使」館: 1600年建造。豪奢な木組み建築である。
- その他旧市街全域の木組み建築群
- 旧市街の土塁跡
- 家畜市場の旧防衛塔
- バロック式庭園のシュタットガルテン: シュタットハーゲン市民は、この庭園を領主館とともに誇りにしている。16世紀末の園亭やカフェがある。
- ゲオルク坑: 産業文化財
- レーメリングハウゼン騎士館

- クロスター教会
- ランツベルガー・ホーフ
- ヴォルフ館
- シュタットハーゲン旧市街の木組み建築

### 公園
- 池、古い園亭、木立のある城館庭園があるシュタットガルテンは一般に公開されている。
- 旧市街を取り巻く土塁施設は、20世紀初めに公園に改造された。

### スポーツ
- ボウリング・センター「ボウラーズ・ワールド」
- フィットネス・ウェルネスセンター「ロームス」
- 屋外プール・トロピカーナ
- レーシングカート
- 乗馬ホール
- テニスコート
- スケートパーク
- 体育館、運動グラウンド
- スポーツ射撃クラブ
- 格闘技センター

### 名物料理・食材
- シュタットハーゲンではシャウムブルガー・ビールが造られている[4]。
- かつてオーベルン通りで生産されていたマイヤーズ・ビッターとして知られるシャウムブルクの地ワインは、シュヴァルツ＆シュリヒト社によってリンテルンで生産され、瓶詰めされている。

### 年中行事
- シュタットハーゲンでは毎年、歴史的なシュタットハーゲン射撃祭が開催される。
- 1935年から毎年、ビュッケベルクでヤーン・ベルクトゥルンフェストが開催される。これはシュタットハーゲンを含むシャウムブルク地方の広範なスポーツ・イベントである[5]。
- 毎年春と秋の2回「クラムマルクト」と呼ばれる歳の市が開催される。

### ヴィルヘルム・ブッシュ賞
風刺詩やユーモア詩のためのヴィルヘルム・ブッシュ賞は、ヴィルヘルム・ブッシュの故郷に近いシュタットハーゲンで毎年授与される。主催者はシャウムブルク郡、シャウムブルガー・ナハリヒテン、シャウムブルク貯蓄銀行である。

## 経済と社会資本

### 交通
車の場合、ミンデンやハノーファーへは連邦道B65号線経由で行くことができる。アウトバーンA2号線までは約15分の距離である。
鉄道ハノーファー-ミンデン線のシュタットハーゲン駅は、ハノーファー - ブラウンシュヴァイク方向およびミンデン - レーネ方向へのレギオナル・エクスプレスが1時間間隔で発着する。その間を、ミンデン - ハノーファー間のハノーファーSバーンS1系統が運行している。
1897年9月4日から1930年6月20日まで馬車鉄道のシュタットハーゲン路面鉄道が駅と市内との間を結んでいた。この路線はドイツ最後の定期馬車鉄道であった。この路線はその後バスに置き換えられた。

### 公共施設
- 屋外プール「トロピカーナ」
- 市立図書館
- クリーニクム・シャウムブルクのシュタットハーゲン病院
- 眼科病院
- 郡行政機関
- 区裁判所
- 職業安定所
- 郡立老人ホーム
- コミュニケーションセンター「アルテ・ポリツァイ」
- 北ドイツ放送の送信施設。1989年建造の高さ 123.5 m の鋼鉄製送信塔がある（北緯52度15分31秒 東経09度12分03秒 / 北緯52.25861度 東経9.20083度）。

### 教育
- シューレ・アム・シュロスパルク、本課程・実科学校
- 統合・総合学校
- オイローパシューレ・ラーツギムナジウム
- ヴィルヘルム・ブッシュ・ギムナジウム
- 職業訓練学校
- ヴォルフガング・ブリンドウ学校
- 基礎課程学校 3校
- ハンス・クリスティアン・アンデルセン・シューレ、養護学校
- ギムナジウム教職員のためのシュタットハーゲン学習セミナー
- 技術専門ギムナジウム（職業訓練学校内）

### 失業率
2007年9月現在のシュタットハーゲンの失業率は 8.8 % であった。この値はシャウムブルク郡で最も低い値である。

## 人物

### 出身者
- アントン・フリードリヒ・ビュッシング（1724年 - 1793年）プロテスタントの神学者で地理学者。
- アドルフ2世（1883年 - 1936年）シャウムブルク＝リッペ侯。
- ユッタ・ハイネ（1940年 - ）陸上競技選手。
- エリック・シュピーカーマン（1947年 - ）タイポグラファー、デザイナー。